# 隠津島神社 (郡山市湖南町福良)
隠津島神社（おきつしまじんじゃ）は福島県郡山市湖南町福良、福島県道235号羽鳥福良線沿いに鎮座する神社。『延喜式神名帳』陸奥国安積郡に載る「隠津島神社」に比定される式内社論社で、旧社格は郷社。
地元では、「お杉様（おすぎさま）お菅様（おすげさま）」と呼ばれている。

## 祭神
市杵島比売命、多岐理毘売命、多岐都比売命を祀る。

## 由緒
社伝によれば、平安時代に筑紫国宇佐郡の宗像大社より勧請し、隠津島神社と号したのが始まりだという。社叢（境内の森林）は約15ヘクタールにもおよぶ鬱蒼とした原生林に覆われ、まさに神秘的な雰囲気を有する。1964年（昭和39年）3月24日、福島県指定天然記念物に指定。「ふくしま 緑の百景」にも選定されている。
境内及びその周辺には、御神岩である烏帽子岩、別宮である風穴堂（蛇神を祀る）、往古より禊の場とされた菅滝などがある。

## アクセス
福島県道235号羽鳥福良線の冬季閉鎖期間中（例年、12月中旬から4月中旬頃まで）は、交通手段がないため参拝はできない。付近に路線バス等の運行はない。